# Чекър мотор къмпани
Чекър мотор къмпани е американски производител на автомобили, който е специализиран в прозиводството на таксиметрови превозни средства. Освен автомобили компанията произвежда ремакрета и шасита. Основана е от Морис Маркин. През 1981 година „Чекър“ представя последния си таксиметрова автомобил, наречен „Маратон“. Американският производител обявява банкрут през 2009 година.
- Чекър Маратон
- Мекър Маратон като таксиметров автомобил